# فیشتیل ایر
فیشتیل ایر (به انگلیسی: Fishtail Air) یک شرکت هواپیمایی است که در ۱۹۹۷ میلادی تأسیس شده‌است. قطب فیشتیل ایر در فرودگاه بین‌المللی تریبهوان قرار دارد.